# Павел (Хомницкий)
Па́вел Патри́кий Хомни́цкий (укр. Павло Патрикій Хомницький, англ. Paul Patrick Chomnycky; 19 мая 1954, Ванкувер, Канада) — епископ Украинской грекокатолической церкви, апостольский экзарх Великобритании с 5 мая 2002 года по 3 января 2006 год, епископ стемфордский с 3 января 2006 года, член монашеского ордена василиан.

## Биография
Павел Хомницкий родился 19 мая 1954 года в городе Ванкувер в украинской семье. После получения среднего образования обучался в Университете Британской Колумбии. 13 ноября 1982 года вступил в новициат монашеского ордена василиан. 1 января 1988 года принял монашеские обеты. 1 октября 1988 года был рукоположён в священника епископом Иеронимом Химием. Изучал богословие в Университете святого Ансельма и Папском Григорианском университете в Риме, после окончании которых получил научную степень бакалавра богословия в 1990 году.
5 мая 2002 года Римский папа Иоанн Павел II назначил Павла Хомницкого титулярным епископом Буффады и апостольским экзархом Великобритании. 11 июня 2002 года в церкви святого Василия Великого в Эдмонтоне состоялось рукоположение Павла Хомницкого в епископа, которое совершил кардинал Любомир Гузар в сослужении с епископом Михаилом Бзделем и епископом эдмонтонским Лаврентием Гуцуляком. 16 июня 2002 в Лондоне состоялась интронизация Павла Хомницкого в экзараха Великобритании.
3 января 2006 года был назначен епископом стемфордским.